# 妙峰之善
妙峰之善（みょうほう しぜん）は、南宋中期に活動した臨済宗大慧派の禅僧である。大慧下3世。

## 生涯
紹興22年（1152年）、湖州烏程県で生を享ける。俗姓は劉氏。隆興2年（1164年）、13歳の時に斉政院で出家し、その後阿育王山の拙庵徳光の法を嗣いだ。廬山妙高峰で座禅を10年続け、その故をもって妙峰禅師と尊称される。温州能仁寺で説法し、慧因寺、鴻福寺、万年寺、明州瑞巌寺、蘇州万寿寺、常州華蔵寺ならびに臨安府霊隠寺で住持を務めた。
端平2年9月28日（1235年11月10日）遷化。法嗣は蔵叟善珍、友雲宗鍪、東叟仲穎ら6名を数える。